# فرگانگنهایتسبولتیگونگ

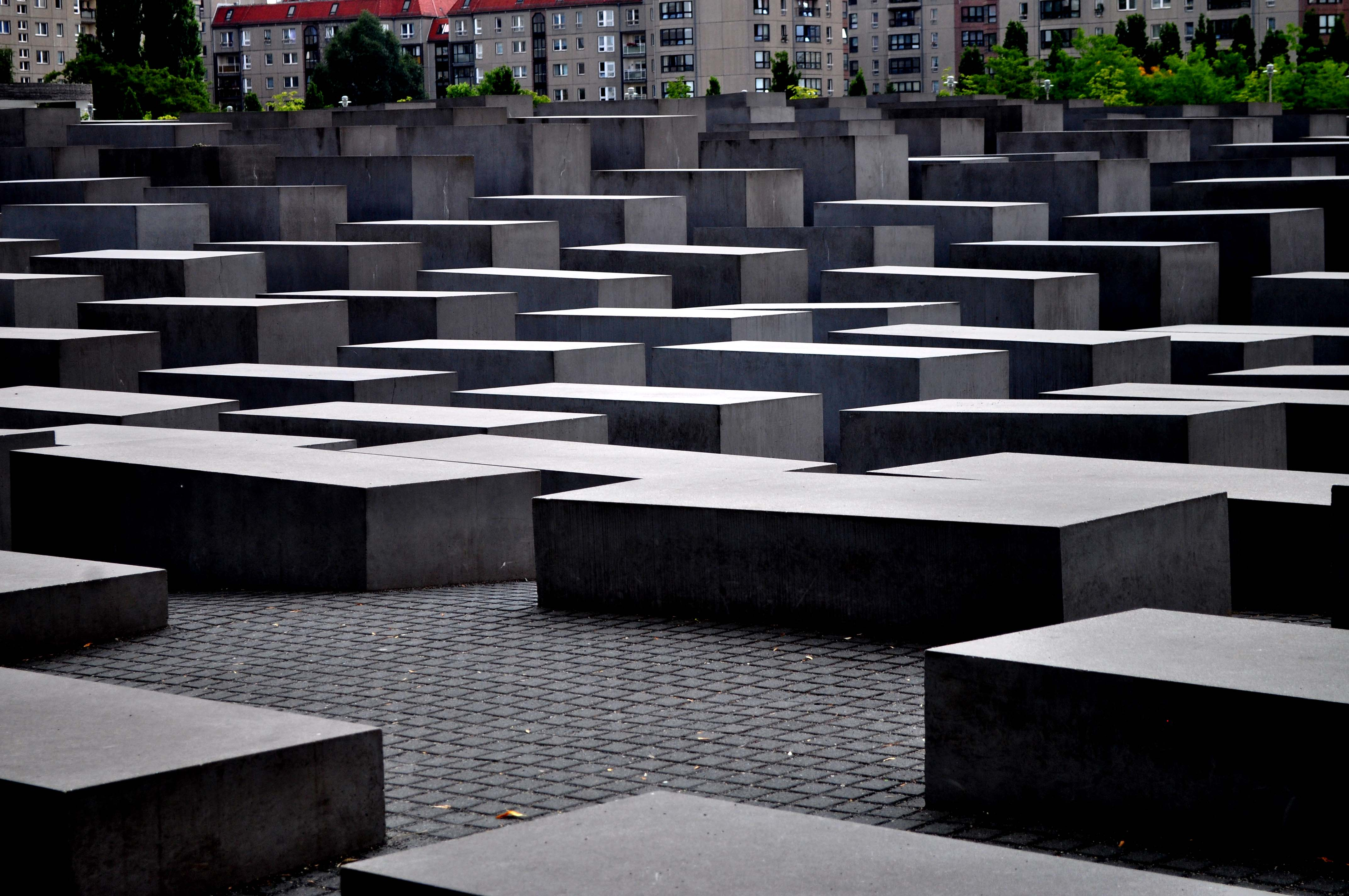
یادبود هولوکاست در برلین

آلمان یکپارچه امروزی با رنگ خاکستری مشخص شده‌است. قلمروهای سابق از دست رفته آلمان در هر دو جنگ جهانی با رنگ سیاه در این نقشه ۱۹۱۴ نشان داده شده‌است.

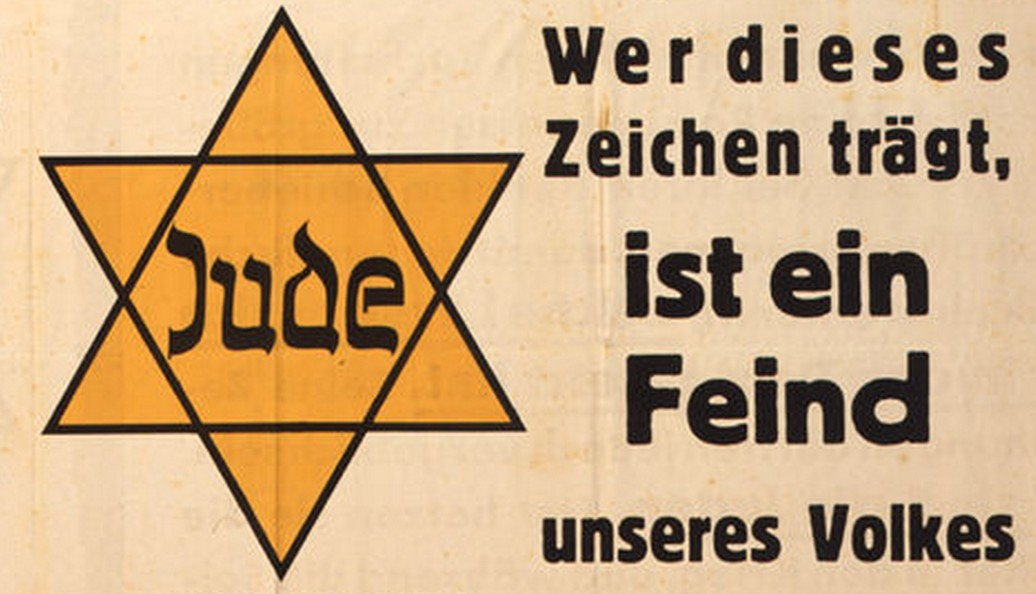
«هرکسی که این علامت را بپوشد، دشمن مردم ماست» – Parole der Woche، ۱ ژوئیه ۱۹۴۲

فِرگانگِنْهایْتْسْبِوِلْتیگونگ (Vergangenheitsbewältigung ; آلمانی: [fɛɐ̯ˈɡaŋənhaɪtsbəˌvɛltɪɡʊŋ]، "مبارزه برای غلبه بر [چیزهای منفی] گذشته" یا "از پس گذشته برآمدن") یک اصطلاح آلمانی است که فرآیندهایی را توصیف می‌کند که از اواخر قرن ۲۰، در مطالعه ادبیات، جامعه و فرهنگ پس از سال ۱۹۴۵ آلمان کلیدی شده‌است..
فرهنگ لغت آلمانی دودن فرگانگنهایتسبولتیگونگ را به عنوان "مناظره عمومی در یک کشور در مورد یک دوره مشکل دار از تاریخ اخیر آن - در آلمان به طور مشخص در مورد ناسیونال سوسیالیسم " تعریف می‌کند - که در آن «مشکل دار» به رویدادهای تروماتیکی اشاره می‌کند که به سوالات حساسی دربارهٔ مسئولیت دسته جمعی دامن می‌زند. در آلمان، و در اصل، این اصطلاح به شرمساری و اغلب پشیمانی از همدستی آلمانی‌ها در جنایات جنگی ورماخت، هولوکاست، و رویدادهای مربوط به اوایل و اواسط قرن بیستم، از جمله جنگ جهانی دوم اشاره دارد. به این معنا، این کلمه می‌تواند به فرایند روانی نازی زدایی اشاره داشته باشد. با الحاق جمهوری دموکراتیک آلمان سابق به جمهوری فدرال فعلی آلمان در اتحاد مجدد سال ۱۹۹۰ و سقوط اتحاد جماهیر شوروی در سال ۱۹۹۱، فرگانگنهایتسبولتیگونگ همچنین می‌تواند به کنار آمدن با افراط و تفریط و نقض حقوق بشر مرتبط با آندولت تک حزبی سابق اشاره کند.